# Doi superpolițiști
Doi superpolițiști (în italiană I due superpiedi quasi piatti, în engleză Crime Busters) este un film de comedie italo-american din anul 1977, regizat de Enzo Barboni (E.B. Clucher). Acest film prezintă încadrarea în poliție, dintr-o greșeală, a doi golani care își căutau de lucru în portul Miami. Rolurile principale sunt interpretate de Bud Spencer și Terence Hill.

## Rezumat
Wilbur Walsh (Bud Spencer) - un grăsan bărbos - și Matt Kirby (Terence Hill) - un marinar viclean - sunt doi șomeri care își caută de lucru în portul Miami. Deoarece nu fac parte din sindicat, ei nu pot să-și găsească de lucru. Cei doi sunt atacați de către responsabilul cu angajarea docherilor în timp ce-și căutau de lucru. Matt și Wilbur formează împreună o echipă, iar Matt sugerează să jefuiască administrația unui supermagazin în ziua când soseau banii de salarii de la bancă. Deși au planificat totul în detaliu, în ziua jafului ei greșesc ușa și, în loc să intre în birourile supermarketului, nimeresc în birourile unei secții de poliție. 
Pentru a evita suspiciunile, ei declară că au venit să se înscrie la cursul de formare pentru viitorii polițiști. Având în vedere situația, Walsh și Kirby fac tot posibilul să fie dați afară, dar căpitanul McBride (David Huddleston) îi păstrează în forțele de poliție împotriva voinței lor. Cei doi devin ofițeri de poliție care-și pun "experiența" lor de huligani în serviciul ordinii publice. Ei reușesc să rezolve un caz de crimă misterios (uciderea unui chinez) și să aresteze o bandă de traficanți de droguri. 

## Distribuție
- Bud Spencer - Wilbur Walsh
- Terence Hill - Matt Kirby
- David Huddleston - căpitanul McBride
- Luciano Catenacci - Fred Clyne ("Curly")
- Riccardo Pizzuti - Scarface
- Jill Flanter - Galina Kocilova
- April Clough - Angie Crawford
- Laura Gemser - Susy Lee
- Luciano Rossi - John Philip Forsythe, zis Geronimo
- Vincenzo Maggio - traficant de droguri

## Despre film
- În timpul unui dialog între Matt și Wilbur, primul spune fraza: "chi trova un amico, trova un tesoro", care, ironia soartei, va fi titlul unui film pe care Spencer și Hill îl vor face patru ani mai târziu.
- În timp ce Wilbur și Matt mănâncă un hamburger, la local se poate auzi cântecul Angels and beans, coloana sonoră a filmului Anche gli angeli mangiano fagioli, în care au jucat Bud Spencer și Giuliano Gemma.
- Filmul a fost turnat aproape în întregime la Miami, cu excepția scenei finale de bătaie, filmată într-o sală de bowling din Italia.[1]
- Într-o emisiune a programului de televiziune Stracult din 2003 dedicată carierei de film a lui Spencer și Hill, vorbind despre lucrul la Doi superpolițiști, Bud Spencer a arătat că în timp ce el și Terence Hill filmau o scenă (cu mașini, arme și uniforme autentice ale poliției americane), s-a auzit la radioul unei mașini de poliție o comandă că "doi falși polițiști, înarmați, circulă prin Miami cu o mașină adevărată a poliției" și s-a cerut ca "o patrulă să meargă imediat la locul unde se află falșii polițiști, în alertă maximă". Cei doi actori au știut că se vorbea despre ei și au plecat cu mașina înainte de a ajunge patrulele reale de poliție, de teamă că ar putea să fie împușcați. Acest lucru arată că deși poliția din Miami și-a dat acordul pentru realizarea filmului, dar echipa de producție nu a specificat pe ce străzi ale orașului vor fi turnate scenele.

## Premii
- Premiul Goldene Leinwand (RFG) - 1978